# Bicknoller
Bicknoller är en ort och civil parish i Storbritannien.   Den ligger i grevskapet Somerset och riksdelen England, i den södra delen av landet, 220 km väster om huvudstaden London. Bicknoller ligger 77 meter över havet och antalet invånare är 371.
Terrängen runt Bicknoller är kuperad österut, men västerut är den platt. Havet är nära Bicknoller norrut. Runt Bicknoller är det ganska tätbefolkat, med 230 invånare per kvadratkilometer. Närmaste större samhälle är Taunton, 18,9 km sydost om Bicknoller. Trakten runt Bicknoller består i huvudsak av gräsmarker.